# Izam
Yoshikazu Hine (日根良和, Hine Yoshikazu), conhecido como Izam (Fuchū, 23 de abril de 1972) é um cantor, ator e personalidade de televisão japonês, conhecido por ser vocalista da banda Shazna. Em meados de 1997, Shazna se tornou uma das bandas do movimento visual kei mais bem sucedidas e o cantor ficou popularmente conhecido por sua aparência feminina, sendo creditado como um dos principais criadores do fenômeno de garotos afeminados no Japão. Izam estreou como ator em 2000, mesmo ano em que Shazna entrou em hiato, e em 2001 ganhou o prêmio de melhor ator novato do ano pela Japanese Grand Prix.
Ele também é presidente da trupe de teatro Benibara Usagi-dan e professor na Japanese Newart College.

## Carreira
Izane fundou a banda Shazna em 1993, recrutando membros após sua graduação do ensino médio. Ele alterou seu nome para Izamu e depois para Izam durante os anos seguintes. O grupo estreou em uma grande gravadora em 1997 e se tornou bem sucedida no Japão, com seu álbum de 1998 Gold Sun and Silver Moon sendo nomeado Álbum de Rock do Ano pela Japan Gold Disc Awards. Em 1998 ele estreou como artista solo sob o nome de IZAM with Astral Love, lançando o single "Sunao Mama De", que chegou a 12° posição na Oricon Singles Chart. Este foi o único single lançado sob este nome, pois mais tarde no mesmo ano ele lançou o single "Hitomi Tojite" apenas sob o nome de Izam. Ele foi usado como música tema da série da NHK Shin Ude ni Oboe Ari. Em novembro de 2001, Izam apresentou primeiro show solo, em Harajuku. Após Shazna mudar sua direção musical, Izam tornar sua aparência menos feminina e se casar, Shazna entrou em hiato em 2000. Em 2003, o cantor lançou seu primeiro álbum, Biishiki Kajō e mais dois singles: "Iris", tema do programa de televisão Recruitment Suit e "Koishite Kura Kura", tema do programa Hey!Hey!Hey Music Champ. Após o segundo álbum Heavenly Fighter de 2004, sua carreira musical solo foi pausada.
Após o fim do Shazna, Izam decidiu aventurar-se em outras carreiras além da música. Ele já havia estreado como ator em 2000 e em 2002 publicou um romance autobiográfico intitulado Mirror Boy, além disso seus primeiros trabalhos como fotógrafo foram publicados na série de DVDs Heavenly Pictures em 2004. Desde então, ele começou a aparecer frequentemente em programas de televisão tornando-se uma personalidade.
Em 2006, Izam e Aoi do Shazna com o suporte de Hitoki do Kuroyume e do baterista Tadaomi Takemura começaram o projeto musical Alcali-5, que durou até 2009.

## Vida pessoal
Yoshikazu Hine nasceu em 23 de abril de 1972 na cidade de Fuchū, Tóquio no Japão. Seu pai, Kozo Hine, é um ex jogador profissional de beisebol e sua mãe é ex jogadora profissional de vôlei. Quando criança, se tornou fã das franquias Gundam e Neon Genesis Evangelion e de Jackie Chan, que trouxe a ele o sonho de ser ator. Membro do clube de vôlei na escola, durante o ensino fundamental ele descobriu a música indo ao um show da cantora Yoshie Kashiwabara. Estudou na escola Tokyo Metropolitan Matsugatani High School no ensino médio.
Em 1998 o cantor se casou com a atriz Yoshikawa Hinano, que na época tinha 19 anos. O casamento gerou descontentamento entre o público e os fãs. Eles se divorciaram apenas sete meses depois. Em 2006 ele se casou com a celebridade Yoshioka Miho e juntos eles tem três filhos.
Izam foi influenciado por Boy George e Culture Club e publicou em 1998 uma compilação de melhores músicas do grupo chamada Izam Presents the Best of Boy George & Culture Club.

## Discografia
Álbuns
- Biishiki Kajō (美意識過剰, 19 de março de 2003)
- Heavenly Fighter (27 de agosto de 2004)[6]

Singles
- "Sunao na mama de" (素直なままで, 27 de maio de 1998), posição de pico na Oricon: 12[5]
- "Hitomito jite" (瞳閉じて, 26 de novembro de 1998), 19
- "Iris"(アイリス, 19 de fevereiro de 2003), 48
- "Koishite Kura Kura" (恋してクラ☆クラ, 28 de maio de 2003)

Com Shazna

## Livros
- Mirror Boy (2002)